# Ritratto di Giovanna Tornabuoni
Il Ritratto di Giovanna Tornabuoni è un dipinto a tempera su tavola (77x49 cm) di Domenico Ghirlandaio, datato 1488 e conservato nel Museo Thyssen-Bornemisza a Madrid.

## Storia
L'opera è datata 1488, anno della morte di Giovanna degli Albizi, maritata a Lorenzo Tornabuoni, di parto. Probabilmente venne eseguita dopo la morte a memoria della fanciulla, magari anche negli anni immediatamente successivi. Ciò spiegherebbe il carattere fortemente idealizzato dell'opera e il suo senso di malinconia.

## Descrizione e stile
Sullo sfondo di una parete scura, dove si apre uno stipo con alcuni oggetti, si staglia netto il ritratto della nobildonna fiorentina vista di profilo, in una posa eretta e di grande dignità, seppure addolcita dalle curve della schiena e del petto, dall'abito fastoso e dai colori lucidi e quasi smaltati.

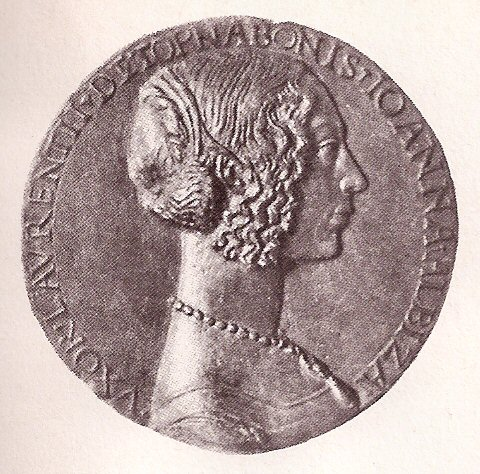
Niccolò di Forzore Spinelli, medaglia di Giovanna Tornabuoni

L'identificazione con Giovanna Tornabuoni è possibile grazie ai ritratti di lei presenti negli affreschi della Cappella Tornabuoni (Visitazione e Nascita della Vergine), nei quali ha la stessa acconciatura con la crocchia che lascia liberi dei riccioli dorati a incorniciare il volto, nonché lo stesso vestito, con preziosi ricami dorati. La veste, una gamurra, differisce nelle maniche, che erano estraibili e intercambiabili; in questo caso sotto la veste Giovanna indossa un ricco corpetto con ricami floreali e una camicia bianca, che sbuffa con pieghette chiuse da lacci lungo la manica e la spalla. Essa stringe in mano un fazzoletto e indossa pochi gioielli, ma di valore, tra cui il grosso pendente con perle di calibro e un rubino, legato da un nastro scuro sul collo, mentre una spilla simile si trova nello stipo dietro di essa.
Qui si vedono anche un libro di preghiere semichiuso, simbolo di religiosità, una collana di grani rossi di corallo appesa (forse un rosario) e un'iscrizione latina, che allude alle virtù della ragazza, tratto da un epigramma del I secolo d.C. del poeta latino Marziale: ARS VTINAM MORES ANIMVMQUE EFFINGERE POSSES PVLCHRIOR IN TERRIS NVLLA TABELLA FORET MCCCCLXXXVIII ("Arte, volesse il cielo che tu potessi rappresentare il comportamento e l'animo, non ci sarebbe in terra tavola più bella. 1488").
L'opera, ritenuta uno dei più bei ritratti femminili del Quattrocento fiorentino, è di fattura estremamente curata e fine.